# .as
.as è il dominio di primo livello nazionale assegnato all'arcipelago delle Samoa Americane.
Nel 2016 uno sviluppatore britannico ha individuato una vulnerabilità nel sito del registrar.